# Sänd, Gud, din helge And' ned över mig
Sänd, Gud, din helge And' ned över mig är en sång med text från 1890 av Carl Breien och musik av William Herbert Jude.

## Publicerad i
- Frälsningsarméns sångbok 1929 som nr 179 under rubriken "Helgelse - Bön om helgelse och Andens kraft".
- Musik till Frälsningsarméns sångbok 1930 som nr 179
- Frälsningsarméns sångbok 1968 som nr 255 under rubriken "Det Kristna Livet - Andakt och bön".
- Frälsningsarméns sångbok 1990 som nr 445 under rubriken "Helgelse".